# 후지카와 고타로
후지카와 고타로(일본어: 藤川 虎太朗, 1998년 7월 24일~)는 일본의 축구 선수이다.

## 구단 경력
그는 2017년 J1리그의 주빌로 이와타에 입단했다. 2019년후 J2리그에 강등했다. 2021년 8월 로아소 구마모토로 임대 이적했다. 2022년 J3리그의 기라반츠 기타큐슈로 이적했다. 2023년 주빌로 이와타로 복귀했다. 2023년 J2리그 준우승으로 J1리그로 승격했다. 2024년까지 80경기에 출전하여, 6득점을 넣었다. 2025년 J3리그의 AC 나가노 파르세이루로 이적했다.